# Ryszard Ukleja
 Ryszard Ukleja SDB (ur. 14 listopada 1935 w Daszawie, zm. 7 maja 2009 w Debrznie) – duchowny polski, prezbiter, mariolog.

## Życiorys
Po ukończeniu Wyższego Seminarium Duchownego w Lądzie przyjął święcenia kapłańskie w 1961 r. Następnie kontynuował studia specjalistyczne na Katolickim Uniwersytecie Lubelskim. W 1971 r. obronił dysertację doktorską z zakresu teologii dogmatycznej. Wykonywał pracę duszpasterską m.in. w parafiach w Sokolowie Podlaskim, Baniach, Pile, Bydgoszczy Kawnicach, Debrznie i Sorghof w Niemczech. Był również administratorem w Pile, Tolkmicku i Łodzi. W latach 1965–1967 wykładał dogmatykę w Seminarium w Lądzie. 
Był specjalistą w dziedzinie mariologii, której poświęcił większość swoich prac. Jest autorem kilkudziesięciu artykułów oraz kilkunastu opracowań monograficznych. 

## Wybrane publikacje

### Monografie
- 2011 Wieczny ślad Boga. Kult relikwii świętych Pańskich
- 2008 Jałmużnik z Debrzna. Bł. Anicet Wojciech Kopliński (1875-1941)
- 2007 Miejsca święte w Polsce. Sanktuaria i miejsca kultu Matki Bożej Pocieszenia
- 2006 Znaki z nieba
- 2004 Matka Boża z Guasalupe
- 2003 Triumf Kościoła wg wizji św.Jana Bosko
- 2002 Z bożego miłosierdzia. Kult i wstawiennictwo Świętych Pańskich
- 2002 Miłosierdzie Boże z pokolenia na pokolenie
- 2002 Nabożeństwa Uroczystości i Święta w Liturgii Postulatem Nieba
- 2001 Maryja Szafarka łask. Łaski Boże za wstawiennictwem Matki Bożej. Tom 2
- 2001 Objawienia maryjne w Kibeho. Pierwsze objawienia uznane przez Kościół w XXI w.
- 2000 Maryja Szafarka Łask. Łaski Boże za wstawiennictwem Matki Bożej tom 1
- 1999 Poradnik życia religijnego
- 1998 Triumf Kościoła według wizji św. Jana Bosco
- 1997 Łzy Maryi. Objawienia i cuda maryjne wczoraj i dziś
- 1997 Miłosierdzie Boże z pokolenia na pokolenie
- 1995 Medjugorje: cudowne uzdrowienia i nawrócenia
- 1995 Droga Krzyżowa
- 1992 Madonna płacząca

### Przekłady
- 2004 Dlaczego Maryja ukazuje się tak często? : aktualne orędzia i miejsca objawień Matki Bożej Jörg Müller
- 1998 Objawienia Matki Bożej w Irlandii w grocie koło Melleray W. Deevy
- 1998 Cud, który wstrząsnął światem: Najświętsza Maryja Panna płacze w Japonii Tatsuya Shimura
- 1998 Moje serce jest Arką Zbawienia: orędzia i wydarzenia w Naju, w Korei Południowej, w latach 1985-1997 przekł. orędzi i listów ks. Spiesa
- 1994 Ukazał się wielki znak na niebie: objawienia Maryi w Fatimie, Banneux, Montichiari-Fontanelle, Medjugorje
- 1993 Maryjo, dlaczego płaczesz?: wydarzenia i orędzia w Naju, w Korei Południowej Raymond Spies i Louis Couëtte